# Ökologischer Handabdruck
Der ökologische Handabdruck ist eine Metapher, die im Rahmen einer Bildung für nachhaltige Entwicklung und zunehmend auch in der ökologisch orientierten Betriebswirtschaftslehre verwendet wird. Der Begriff soll das etablierte Konzept des ökologischen Fußabdrucks, zu dem auch der CO2-Fußabdruck gehört, ergänzen.
Während der Fußabdruck bereits als Indikator dafür verwendet wird, um beispielsweise anzugeben, welche Mengen an natürlichen Ressourcen (Frischwasser, landwirtschaftliche Nutzfläche, Klimagase usw.) ein Individuum für sich in Anspruch nimmt, soll der Handabdruck die ökologisch relevanten Auswirkungen des eigenen Handelns auf andere thematisieren oder sogar messbar machen. In den Worten eines neueren Forschungsprojekts: „Der bestehende Ansatz des Fußabdrucks ist auf negative ökologische Auswirkungen von Individuen, Organisationen oder Ländern fokussiert. Der Handabdruck soll demgegenüber den gesellschaftlichen Mehrwert bzw. positive Nachhaltigkeitswirkungen [...] erfassen, messen und bewerten sowie die soziale und ökonomische Dimension in die Betrachtung einbeziehen.“

## Geschichte
Das Symbol des Handabdrucks (englisch: hand print) wurde 2007 vom indischen Centre for Environment Education (CEE) entwickelt. Die deutsche Entwicklungs- und Umweltorganisation Germanwatch griff das Konzept in den 2010er-Jahren auf, um damit Handlungen bzw. Handlungsideen für mehr Nachhaltigkeit zu bezeichnen, die über die eigene Umweltbilanz hinausgehen. Das kann grundsätzlich jedes private, berufliche, gesellschaftliche oder politische Engagement sein, das dazu dient, „Strukturen, Regeln, Rahmenbedingungen oder Gesetze[]“ zu verändern, „um Nachhaltigkeit bleibend und für viele Personen zu verankern“. Beispiele für einen positiven Handabdruck in diesem Sinn könnten sein: eine ethische, ‚grüne‘ Bank wählen, etwaige Anlagen sozial und ökologisch nachhaltig strukturieren, eine Petition starten, sich beim Arbeitgeber für mehr Nachhaltigkeit im Büro einsetzen, mit anderen gemeinsam Müll sammeln, einen Leserbrief schreiben, für nachhaltige Zwecke spenden u. v. a.
Ähnlich wie beim CO2-Fußabdruck haben Personen mit hohen Einkommen, Vermögen oder sozialem Status besonderen Einfluss auf die Reduktion ihrer eigenen Emissionen sowie vergleichbare positive gesellschaftliche Veränderungen.